# Château de Norham, lever de soleil
Norham Castle, Sunrise
Château de Norham, lever de soleil (en anglais, Norham Castle, Sunrise) est une peinture à l'huile sur toile réalisée vers 1845 par le peintre anglais William Turner. Ce tableau représente le château de Norham, surplombant la rivière Tweed à la frontière entre l'Angleterre et l'Écosse. Il est légué en 1856 dans le cadre du legs Turner à la  National Gallery of British Art  (aujourd'hui appelée Tate Britain) dont il fait encore partie des collections. C'est une des dernières peintures de l'artiste, elle s'inscrit dans sa période « moderniste ». Cette pièce est réputée pour l'effet représentant la lumière de l'aube et la silhouette adoucie qu'elle apporte.

## Contexte et historique
Norham est un village du Northumberland, en Angleterre, à sa frontière avec l'Écosse. Le château est un bastion clé surplombant le fleuve Tweed qui marque la frontière, il était fréquemment attaqué par les Écossais. Turner visite en 1797 le château et la campagne qui l'environne. Après ce voyage, Turner crée l'aquarelle Norham Castle: Sunrise qui est exposée en 1798 à la Royal Academy of Arts et acclamée par la critique. Turner retourne visiter les ruines en 1801. En 1806, il commence à travailler sur son Liber Studiorum, une collection d'estampes de paysages monochromes. Norham Castle, Sunrise fait partie d'une série de retouches colorées inachevées de ces estampes. Ce sujet est représenté sur la planche no 57, Norham Castle on the Tweed, publiée en 1816,.
À la fin de sa carrière, Turner a créé six versions différentes de ce paysage. Il est retourné plusieurs fois à ce château pour y méditer sur son travail et sur sa vie.
Selon Martin Butlin et Evelyn Joll, cette peinture Château de Norham, lever de soleil date d'entre 1845 et 1850. Plus précisément, Eric Shanes avance une datation « vers 1845 », ainsi que John Gage.
Par opposition aux représentations contrastées antérieures, Turner représente ici davantage la lumière flamboyante sur le bâtiment historique et le paysage qui se confondent. Si la composition générale est proche des représentations précédentes du même sujet, en revanche sur ce tableau la masse du château ne se détache pas sur la falaise, mais se confond avec celle-ci, de même que la plupart du paysage, y compris la hutte estompée sur la gauche.

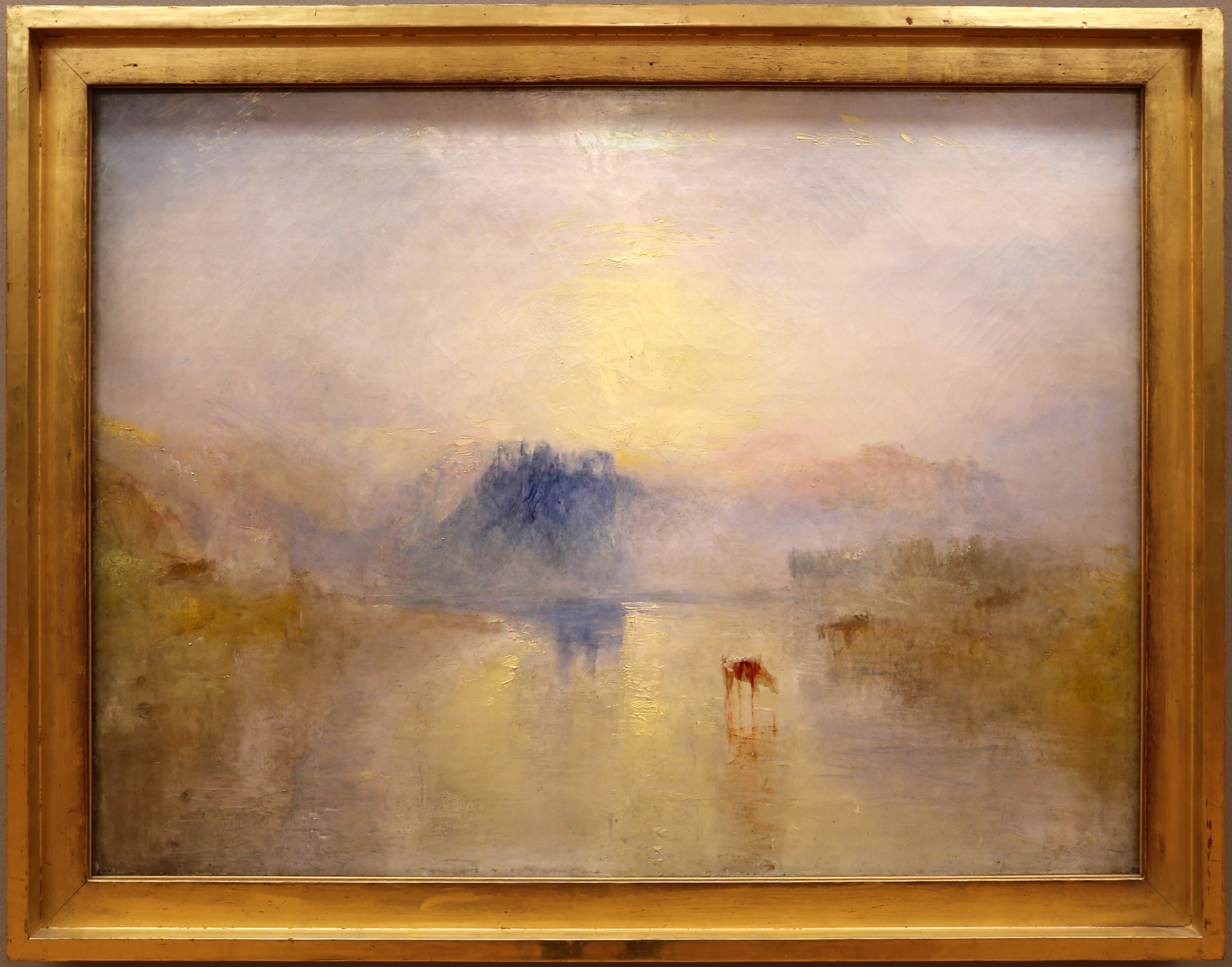
Le tableau dans son cadre à la Tate Britain.

Représentations antérieures du même sujet
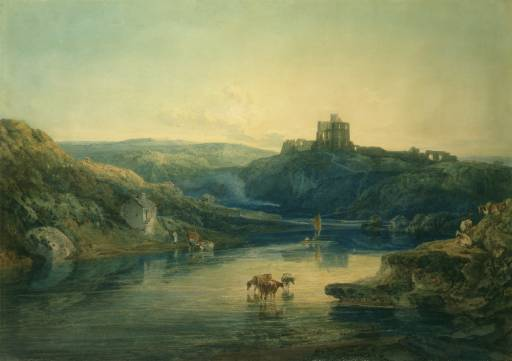
Norham Castle: Sunrise, vers 1798.
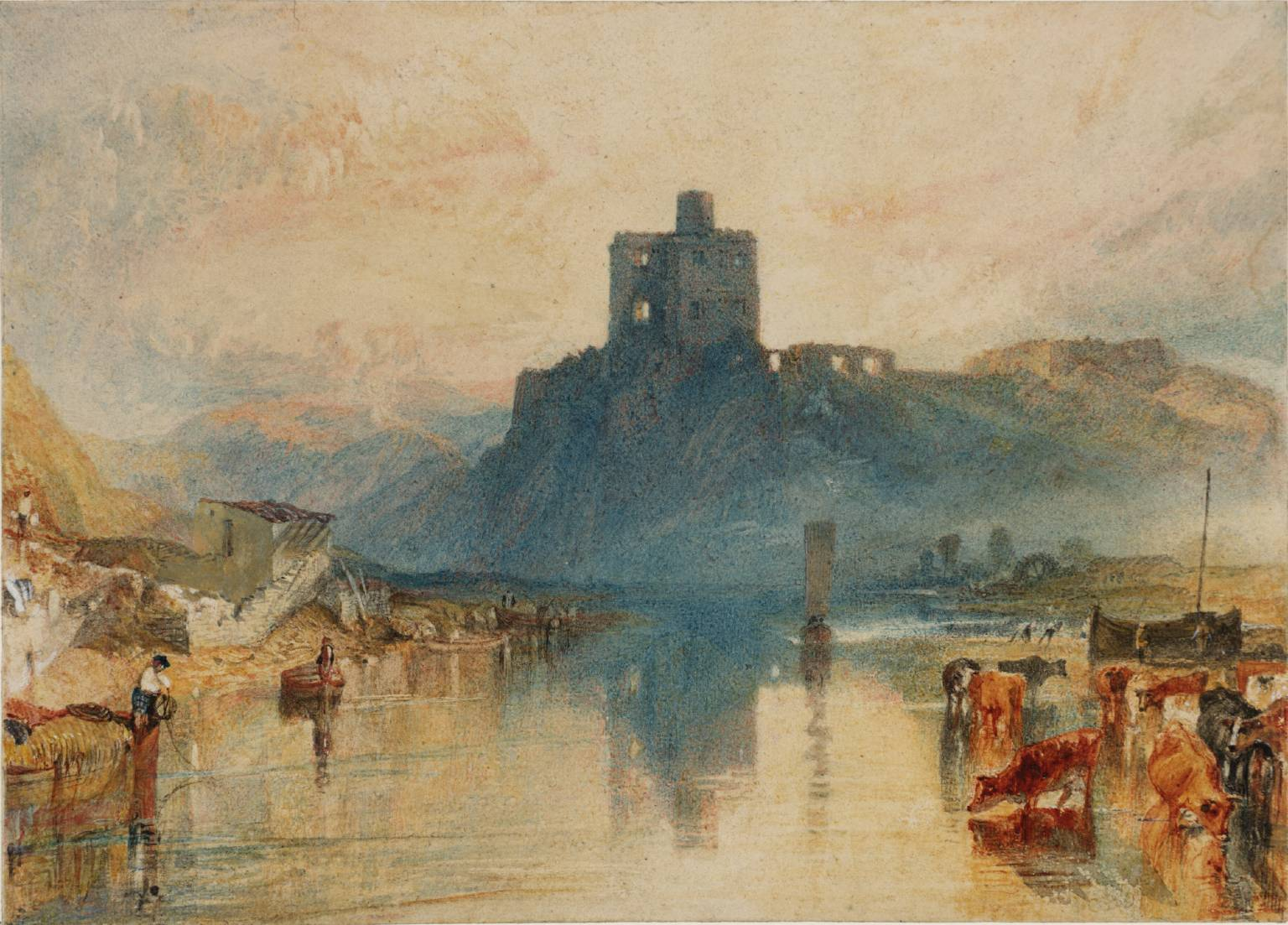
Le Château de Norham sur la rivière Tweed, 1822-1823.
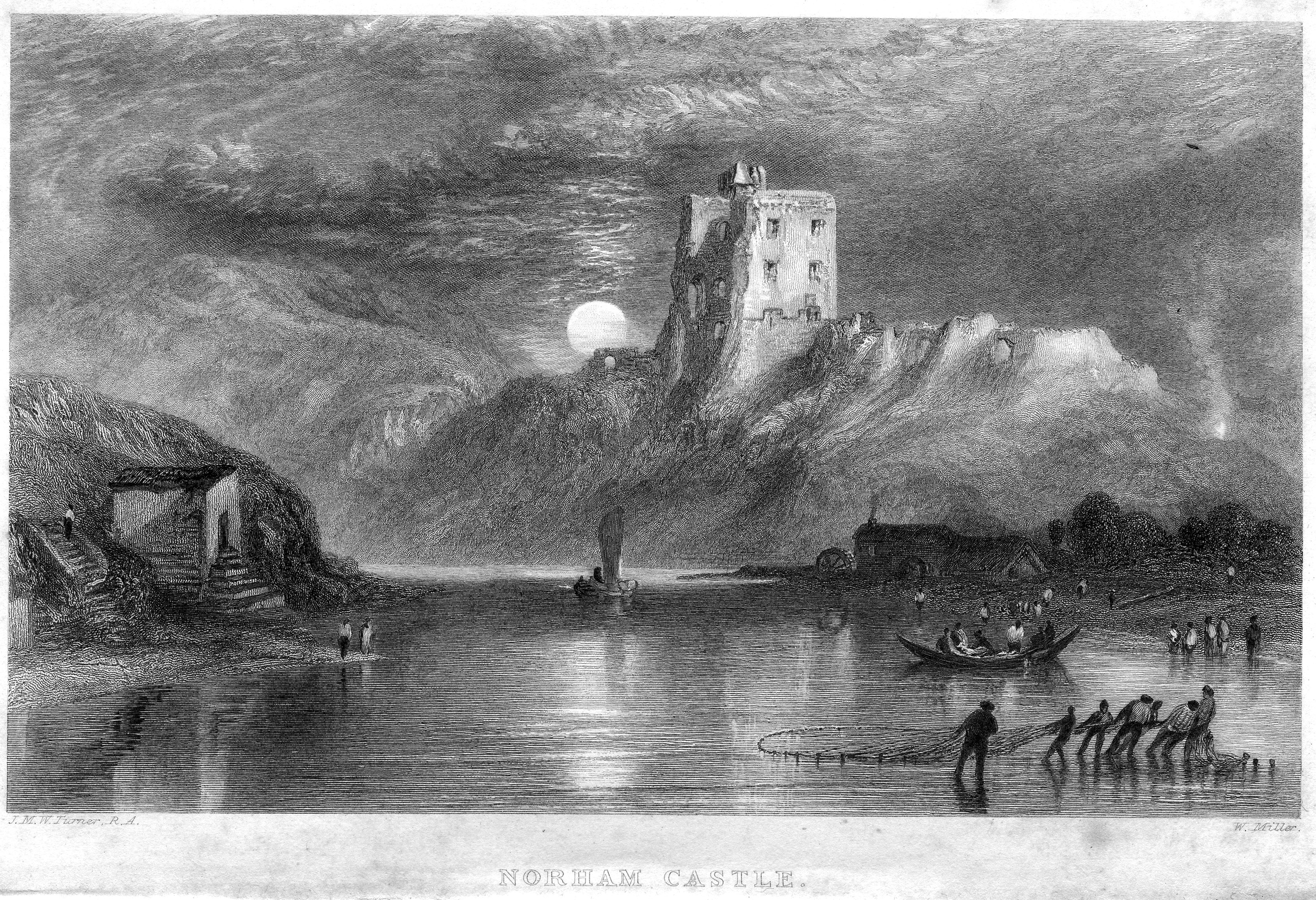
Château de Norham, lever de lune,  1836.